# Here, My Dear
Here, My Dear is het vijftiende studioalbum van de Amerikaanse soulzanger Marvin Gaye. Het verscheen in december 1978 op Tamla, het sublabel van Motown.

## Achtergrond
Gaye stond sinds het begin van de jaren 60 onder contract van Motown en was al bijna net zo lang getrouwd met Anna Gordy, zus van platenbaas Berry Gordy. Halverwege de jaren 70 eindigde dit huwelijk in een vechtscheiding, waarbij uiteindelijk werd bepaald dat Gaye de helft van de opbrengsten van zijn volgende plaat aan Gordy zou afstaan. 
De opnamen begonnen in maart 1977, drie maanden voor de scheiding rond was; Gaye was aanvankelijk van plan om een slechte plaat te maken, maar al snel raakte hij bevlogen door inspiratie en gaf hij zich voor de volle honderd procent. Dit resulteerde in twaalf nummers waarvan When Did You Stop Loving Me, When Did I Stop Loving You er drie keer opstond, en de afsluiter Falling In Love Again aan Gayes tweede echtgenote Janis Hunter werd opgedragen. Ook dit huwelijk zou binnen de kortste keren op de klippen lopen.
Here, My Dear - voorzien van een hoesontwerp waarop de zanger werd afgebeeld in een Romeins gewaad - werd slecht ontvangen door pers en publiek. Gaye was teleurgesteld en weigerde nog langer het album te promoten. Motown volgde dit voorbeeld waardoor het album niet verder kwam dan een 26e plaats, Gayes laagste notering. Anna Gordy was woedend toen ze het album hoorde en overwoog een rechtszaak; uiteindelijk besloot ze daar vanaf te zien.
In 1994, tien jaar na het overlijden van Gaye, werd Here, My Dear op cd heruitgebracht om daarna alsnog als meesterwerk te worden onthaald. In 2007 verscheen de luxe editie met alternatieve versies en remixen.